# Sotará (volcan)
Pour les articles homonymes, voir Sotará.
Le Sotará ou Cerro Azafatudo est un stratovolcan de Colombie.